# Resnik (Rakovica)
Pour les articles homonymes, voir Resnik.
Resnik (en serbe cyrillique : Ресник) est quartier de Belgrade, la capitale de la Serbie. Il est situé dans la municipalité urbaine de Rakovica. En 2002, il comptait 16 304 habitants.

## Localisation et histoire
Resnik est situé dans la partie sud de la municipalité et elle constitue le point le plus méridional de la ville de Belgrade intra muros.
À l'origine, Resnik était un village séparé de Belgrade et qui s'est développé entre les vallées du Rakovički potok et de la Topčiderska reka. Le ruisseau du Pariguz traverse le sud de Resnik avant de se jeter dans la Topčiderka.
Le quartier forme un secteur globalement triangulaire ; il est délimité par les quartiers de Sunčani breg, Jelezovac, Straževica (au nord) et Kijevo (au nord-ouest), zone qui relie Bresnik au reste de l'agglomération de Belgrade. Les trois autres côtés du triangle ne sont pas encore urbanisés.

## Caractéristiques
Resnik est un quartier essentiellement résidentiel. Il est situé à proximité de plusieurs routes importantes : la vallée du Rakovički potok est empruntée par le Kružni put, qui doit être intégrée dans le futur périphérique de Belgrade ; la voie de chemin de fer Belgrade-Požarevac passe à proximité, tandis que la vallée de la Topčiderka est empruntée par la voie de chemin de fer Belgrade-Niš. Resnik dispose de gares sur ces lignes, dont celle du nord porte officiellement de le nom de Jajinci.
L'industrie de la construction s'est développée le long du Kružni put, avec l'installation de plusieurs sociétés travaillant dans ce secteur, ainsi que des cimenteries et des dépôts.
Un marché de fruits et légumes (kvantaš) est également situé le long de la route.
Le lac de Pariguz est une des attractions touristiques du secteur. Lac artificiel, il a été créé en 1989-1990 et nommé en référence au ruisseau qui coulait dans le secteur.

## Transports
La gare de Resnik est située sur le réseau express régional Beovoz ; on peut y emprunter les lignes 2 (Ripanj - Resnik - Rakovica - Pančevo - Vojlovica), 3 (Stara Pazova - Batajnica - Beograd Centar - Rakovica - Resnik - Ripanj) et 5 (Nova Pazova - Batajnica - Beograd Centar - Rakovica - Resnik - Mladenovac). La gare, qui se trouve 78 rue Aleksandar-Vojinovića,  est desservie par trois lignes de bus de la société GSP Beograd auxquelles elle sert de terminus, soit les lignes 47 (Slavija – Resnik), 94 (Blok 45 – Resnik), 503 (Voždovac – Resnik) et 504 (Miljakovac III – Resnik).